# Dos mujeres, un camino
Dos mujeres, un camino (lit. Duas Mulheres, um Caminho) é uma telenovela mexicana produzida por Emilio Larrosa para a Televisa, exibida pelo Canal de las Estrellas entre 16 de agosto de 1993 e 1 de julho de 1994.  
A trama estreou às 18h, substituindo Los parientes pobres, mas em 8 de novembro, a programação inteira foi atrasada em meia-hora e, com as estreias de Buscando el paraíso e Más allá del puente, a trama foi realocada para 17h30. Em 21 de fevereiro de 1994, com o fim da novela Corazón salvaje e o suposto atraso na produção de El vuelo del águila (que seria a substituta imediata), foi promovida para as 22h, onde permaneceu até ao fim.
Foi protagonizada por Erik Estrada, Laura León, e Bibi Gaytán, e a atuação estelar de Itatí Cantoral, e antagonizada por Enrique Rocha, Claudio Báez, Luz María Jerez, María Clara Zurita, Elizabeth Dupeyrón, Lorena Herrera, e Rodrigo Vidal. Teve a participação estelar da cantora Selena.
Foi exibida, gratuitamente, em dezembro de 2020, no canal de YouTube do TLNovelas.

## Enredo
E pensar que tudo começou em Tijuana…
Ali, Johnny (Erik Estrada) sequer pode pensar em passar com seu camião. Pois foi ali onde fora acusado pelos Montegarza, os influentes senhores do tráfico da região, de matar Bernardo (Eduardo Liceaga), primogênito de Ismael (Enrique Rocha), num estranho acidente de carreta. E ali, Johnny está com sua cabeça a prêmio. Não apenas por isso.
Johnny é o apelido de Juan Daniel, um camioneiro estadunidense que mora no México, pai de família apaixonado por sua esposa, Ana María (Laura León), a quem não consegue ver por muito tempo, pois vive viajando entre o México e os Estados Unidos.
É justamente numa destas viagens em que Johnny, ao tentar estacionar sua carreta na frente a um restaurante que costuma frequentar, quase atropela a jovem garçonete Tania (Bibi Gaytán), por quem acaba se apaixonando e, por isso, terá que pensar bem com quem ficar: se com a esposa, perde a amante; se com a amante, perde a esposa.
Por isso (e também por ser suspeito de matar Bernardo), está na mira do delegado Raymundo Soto (Roberto Palazuelos / Sergio Sendel), que, juntamente a seu assistente Ángel (Jorge Salinas), querem capturar um bandido conhecido como Medusa, novo chefe dum grupo de traficantes.

## Elenco
| Ator/Atriz             | Personagem                      |
| ---------------------- | ------------------------------- |
| Erik Estrada           | Juan Daniel Villegas ("Johnny") |
| Laura León             | Ana María Romero de Villegas    |
| Bibi Gaytán            | Tania García Pérez              |
| Enrique Rocha          | Ismael Montegarza               |
| Luz María Jerez        | Alejandra Montegarza            |
| Itatí Cantoral         | Graciela Torres Nuñez ("Ciela") |
| Elizabeth Dupeyrón     | Amalia Nuñez de Torres          |
| Lorena Herrera         | Lorena Arau Bermudez            |
| Claudio Báez           | Enrique Iliades                 |
| Rodrigo Vidal          | Ricardo Montegarza              |
| Jorge Salinas          | Ángel                           |
| Roberto Palazuelos     | Raymúndo Soto                   |
| Sergio Sendel          | Raymúndo Soto                   |
| Gabriela Platas        | Paola                           |
| José Flores            | Emiliano                        |
| Juan Carlos Casasola   | Leobardo                        |
| María Clara Zurita     | Elena Pérez de García           |
| Carlos Miguel          | Cristóbal                       |
| Mario Sauret           | Agustín García                  |
| Marina Marín           | Lucrecia de Montegarza          |
| Francisco Huerdo       | Guillermo Villegas              |
| José Luis Rojas        | El Comanche                     |
| Roberto Tello          | Odilón                          |
| Salvador Garcini       | Roberto Torres                  |
| Anadela                | Anadela                         |
| Horacio Almada         | Homero                          |
| Magdalena Cabrera      | Silvia                          |
| José Antonio Iturriaga | Armando                         |
| Eduardo Liceaga        | Bernardo Montegarza (Medusa)    |
| Guillermo Iván         |                                 |
| Rogelio Báez           |                                 |
| Rodrigo Zurita         |                                 |

## Prêmios e indicações

### Prêmios TVyNovelas 1994
| Categoria               | Nominado(a)    | Resultado |
| ----------------------- | -------------- | --------- |
| Melhor telenovela       | Emilio Larrosa | Indicado  |
| Melhor ator antagonista | Enrique Rocha  | Indicado  |
| Melhor ator principal   | Enrique Rocha  | Indicado  |
| Melhor atriz juvenil    | Itatí Cantoral | Indicado  |
| Melhor ator juvenil     | Rodrigo Vidal  | Venceu    |

## Lo que se vio y no se vio de Dos mujeres, un camino
Em 02 de julho de 1994, um dia após o fim da telenovela, o Canal de las Estrellas transmitiu o especial «Lo que se vio y no se vio de Dos mujeres, un camino», de 1h35min, exibindo as melhores cenas da novela, além de 3 finais alternativos.